# Uładzimir Maciuszenka
Uładzimir Uładzimirawicz Maciuszenka (błr. Уладзімір Уладзіміравіч Мацюшэнка; ros. Владимир Владимирович Матюшенко, Władimir Władimirowicz Matiuszenko; ur. 4 stycznia 1971 w Rzeczycy) – białoruski zawodnik mieszanych sztuk walki w latach 1997-2014. Były mistrz International Fight League w wadze półciężkiej z 2007 roku oraz były pretendent do pasa mistrzowskiego Ultimate Fighting Championship z 2001. Srebrny medalista Mistrzostw Europy w zapasach w st. wolnym z 1994.

## Kariera MMA
W MMA zadebiutował 5 września 1997 w turnieju International Fighting Championship 5 który wygrał pokonując trzech rywali. Do 2000 uzyskał bilans 9-1 (wygrane m.in. nad Travisem Fultonem) po czym związał się z UFC. W latach 2001–2003 na galach UFC zwyciężał z takimi zawodnikami jak Yūki Kondō, Travis Wiuff czy Pedro Rizzo, a przegrywał z Tito Ortizem (o pas mistrzowski UFC) oraz rodakiem Andrejem Arłouskim – poza UFC pokonał Antônio Rogério Nogueire.
Od 2007 do 2008 był zakontraktowany w International Fight League (IFL) uzyskując tamże bilans 6-0 i zdobywając mistrzostwo w wadze półciężkiej które raz obronił. Pod koniec roku IFL zbankrutowało i przestało istnieć. Maciuszenka stał się wolnym agentem. 24 stycznia 2009 przegrał w rewanżowym starciu z Nogueirą przed czasem na gali Affliction.
W 2009 ponownie związał się z UFC. W ciągu niespełna czterech lat stoczył siedem pojedynków - cztery zwycięskie (m.in. nad Igorem Pokrajacem oraz Alexandre Ferreirą i trzy przegrane (m.in. z Jon Jonesem i Alexandrem Gustafssonem). Od 2013 do 2014 stoczył dwa pojedynki dla Bellator MMA po czym zakończył karierę zawodniczą.

## Osiągnięcia
Mieszane sztuki walki:
- 1997: IFC 5: Battle in the Bayou - 1. miejsce w turnieju
- 2007: IFL World Grand Prix - 1. miejsce w turnieju wagi półciężkiej
- 2007-2008: IFL - mistrz w wadze półciężkiej

Zapasy:
- 1994: Mistrzostwa Europy w Zapasach - 2. miejsce w kat. -90 kg (st. wolny)[1]